# Bodegraven
Bodegraven és un antic municipi de la província d'Holanda del Sud, al sud dels Països Baixos, es troba a banda i banda del riu Oude Rijn i a l'oest del poble de Nieuwerbrug.
L'1 de gener del 2009 tenia 19.475 habitants repartits sobre una superfície de 38,50 km² (dels quals 1,02 km² corresponen a aigua). Limita amb Nieuwkoop, Woerden, Reeuwijk, Boskoop, i Alphen aan den Rijn. L'1 de gener del 2011 es va fusionar amb Reeuwijk creant el nou municipi de Bodegraven-Reeuwijk, amb una ubicació estratègica de carreteres (A12 i la N11) i de la línia de tren Utrecht-Leiden (estació NS Bodegraven), fàcilment accessible des de les quatre ciutats principals d'Amsterdam, Utrecht, Rotterdam i La Haia.

## Nuclis de població
Meije i Nieuwerbrug.